# Reino Quidarita
O Reino Quidarita foi um Estado nômade fundado pela dinastia tribal huna dos quidaritas no século IV no atual Paquistão e regiões vizinhas da Ásia Central. Era centrado no Tocaristão (Báctria) e expandiu-se em direção a Gandara, na Índia, e partes de Soguediana. Foi fundado pelo rei Quidara I que, segundo os anais chineses, liderou seu povo ao norte da Índia e conquistou os reinos locais.
Durante o século V, o Reino Quidarita expandiu-se às custas do Império Gupta e durante vários anos esteve em conflito com o Império Sassânida, que gradualmente tomou-lhe o Tocaristão. Seria conquistado pela dinastia tribal dos heftalitas que fundaria o Império Heftalita da Índia.

## Etimologia
O nome desta dinastia é citado numa grande quantidade de fontes, porém de forma muito variada. Os autores latinos chamam-os "quionitas" (em latim: chionites), enquanto os gregos de "hunos quidaritas". Os cronistas indianos designam-os hunas, os armênios como honques (honk’) ou cuchanos e os anais chineses como iuechis (Yüeh-chih), um nome também utilizado para designar o Império Cuchano que dominou vastas porções do Paquistão e Índia décadas antes. Para E. V. Zeimal, somente "quidarita" indica a dinastia, pois remete-se a seu rei fundador, Quidara, enquanto que nomes como "hunas", "hunos" e "quionitas" presumivelmente refletem designações mais amplas que abarcam vários grupos distintos; F. Altheim deriva o nome "quidarita" do turco antigo kidirti (hunos ocidentais). Outros nomes como "cuchanos" e "iuechis" referem-se ao país dos quidaritas e talvez reflitam as reivindicações da dinastia como sucessores dos reis cuchanos.
Na tradução de Cumarajiva (344–413) do Tratado sobre a Grande Perfeição da Sabedoria (Dazhidu Lun em chinês; Maaprajnaparamitopadesa em sânscrito) do começo do século V faz-se menção a Iuechi Maior e Iuechi Menor, interpretado por K. Enoki como denominativos geográficos: "Maior" aludiria ao Tocaristão, enquanto "Menor" a Gandara e Swat. Xiang Wan concorda com esta afirmação, mas alega que a aplicação de "Iuechi" variou nas fontes: nas obras de Budadeva e Dao’an de meados do século IV significava Báctria/Tocaristão; na obra de Cumarajiva designou o noroeste da Índia, enquanto Faxian e outros monges usaram-o para as regiões em torno de Puruxapura; na biografia de Darmavicrama refere-se a Nagaraara e demais regiões ainda sob controle quidarita. Além disso, Wan notou o uso do nome Jibin pelas fontes budistas do século V para referir-se ao país quidarita, provavelmente indicando uma apropriação deles do nome do Reino de Jibin que existia no noroeste indiano antes de sua chegada.

## História

### Origens

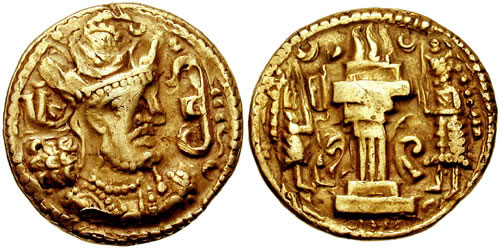
Dinar de ouro de r.

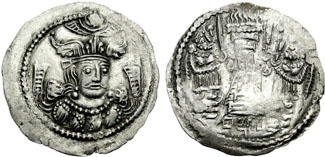
Dracma quidarita inspirado nos dracmas persas

É impreciso quando ocorreu a fundação do Reino Quidarita da Ásia Central, com os autores modernos dividindo opiniões. Alguns especularam que seu estabelecimento teria ocorrido c. 300 com a conquista de Kangju (um reino mencionado nas fontes chinesas) e Soguediana, porém o registro arqueológico não corrobora tais alegações. Outros sugeriram uma data muito posterior, ca. 420, com base nos achados encontrados na estepe de Carchi, porém não há outros registros arqueológicos semelhantes na região, dificultando a precisão. Uma terceira teoria, que baseia-se numa pequena quantidade de moedas descobertas em Samarcanda nas quais aparece registrado o nome do rei Quidara, aventa que, haja vista a datação destas moedas para meados do século IV, a chegada dos quidaritas à região ocorreu em algum momento antes desse período.
A primeira menção aos quidaritas cronologicamente verificável é feita na crônica do historiador romano Amiano Marcelino. Segundo ele, os quidaritas (ali chamados quionitas), sob comando do rei Grumbates, aliaram-se ao xá sassânida Sapor II (r. 309–379), que à época esteve em guerra com os povos que habitavam a fronteira oriental de seu império, e participaram no Cerco de Amida de 359. Esta aliança, expressa na cunhagem quidarita na qual há dracmas de prata copiando exemplares sassânidas, foi considerada como a gênese do Reino Quidarita, fundado tão cedo quanto o último cartel do século IV; M. F. C. Martin sugeriu que o Império Sassânida teria reconhecido o Estado quidarita, enquanto o último ter-se-ia tornado vassalo dos sassânidas.
Nesse sentido, Martin datou a invasão quidarita do Reino Cuchano-Sassânida, a expedição retaliativa de Sapor II contra eles e a expulsão dos príncipes cuchano-sassânidas para ca. 350. Também estabelece que as moedas supracitadas poderiam ser datadas para o mesmo período que seus protótipos sassânidas foram emitidos. K. Enoki, por outro lado, sugeriu que a fundação do Reino Quidarita teria ocorrido mais tarde, enquanto R. Göbl afirma que os dracmas quidaritas devem ser datados para o reinado de Sapor II e Sapor III (r. 383–388).
Essa aliança entre sassânidas e os nômades da fronteira oriental não deve ter durado muito, contudo. Cerca de 367 ou 368, o armênio Fausto, o Bizantino menciona que os cuchanas de Bactro (associados por ele aos arsácidas do Império Parta) causaram severas baixas nos efetivos militares de Sapor II. Devido a carência de maiores detalhes, fica difícil precisar a qual das tribos orientais Fausto alude, muito embora provavelmente seja algum grupo relacionado à tribo mais tarde conhecida como quidarita. Outro sinal da turbulência nas relações é o abandono do título ud Anērān, criado por Sapor I (r. 240–270), pelos xás sassânidas desde o fim do reinado de Sapor III, um título criado e incorporado à titularia oficial dos reis persas para indicar a submissão dos povos orientais. O comércio entre o Império Sassânida e o Império Chinês foi presumivelmente afetado no processo, com nenhuma moeda emitida entre o reinado de Sapor III e Vararanes V (r. 420–438) sendo encontrada na China.

### Conquista do noroeste da Índia

Báctria

Império Gupta ca. 400

O núcleo original do Reino Quidarita foi o Tocaristão (Báctria), que hoje corresponderia ao norte do Afeganistão e sul do Usbequistão e Tajiquistão, e sua capital era, segundo as crônicas chinesas, "Yingjianshi" (Ying-chien-shih), mais tarde designada "Lujianshi" (Liu-chien-shih), situada a oeste de Fudicha (Fu-ti-sha, atual Badaquistão). Diz-se que em data desconhecida, devido a contínua pressão do Canato Rourano, a capital foi transferida para tão longe quanto Boluo (Po-lo), identificada pelos historiadores modernos com a Balaam citada pelo historiador bizantino Prisco de Pânio.
Segundo os Anais da dinastia Wei, uma crônica chinesa que relata eventos entre 386 e 581, o rei Quidara I (chamado Chitolo), entendido como sucessor de Grumbates por A. D. H. Bivar, reuniu suas tropas, cruzou as grandes montanhas (Indocuche) e conquistou Gandara (chamada Qiantuoluo). A principal cidade quidarita ao sul do Indocuche, e que lhes serviria como capital na região, chamava-se Fu-lou-sha e ela foi concedida ao filho de Quidara, de nome não registrado, que tornar-se-ia rei ali; os historiadores sugerem que Fulousha pode ser associada com Puruxapura, próximo da moderna Pexauar.
Além de Gandara, os Anais afirmam que outros cinco reinos ao norte também foram conquistados; mediante leitura do documento Ф. 209 sabe-se o nome de dois deles: Udiana (atual vale do Suat, no Paquistão), onde estava Dachu Si, e Nagaraara, onde situava-se Xiluo Si/Xiluo (identificada com Hada, no Afeganistão Oriental, 5 quilômetros da moderna Jalalabade), o sítio no qual eram guardadas as relíquias sagradas de Buda. Para Xiang Wan fica claro pela leitura das crônicas dos monges budistas que o Reino Quidarita à época possuía um poder imperial capaz de controlar a mais estratégica e movimentada rota conectando Iarcanda-Tascurgã, Báctria-Soguediana e Madiadesa (Índia Central), então sob domínio do Império Gupta, bem como as regiões em torno de Taxila ou Caxemira. Ao mesmo tempo, para Wan, foi sob seus auspícios que os monges peregrinos da China e seus mestres da Índia floresceram, e ele tornar-se-ia o principal destino das peregrinações.
A expansão de Quidara rumo ao sul do Indocuche não é datada nos Anais, porém os autores modernos propõem que teria ocorrido em algum momento entre 380 e 390 e 430; E. V. Zeimal sugeriu algum momento antes de 410, enquanto Franz Grenet propôs algum momento após 412, pois, segundo ele, o monge itinerante chinês Faxian, que viajou pelo norte da Índia durante mais de uma década (399–412), e por Gandara em 402/403, não faz nenhuma menção a tais eventos. Xiang Wan, entretanto, discorda da visão de Grenet e alega que o relato de Faxian foi mal interpretado. Segundo ele, o episódio da conquista de Puruxapura pelo rei iuechi relatado por Faxian claramente poderia ser associado às informações dos Anais, ao passo que também afirma ser possível correlacionar tais descrições com a biografia do monge Gunavarman. Ademais, ele considera que tal conquista deve ter ocorrido na década de 380 ou mesmo antes, e que a Caxemira foi subjugada em algum momento antes de 396.

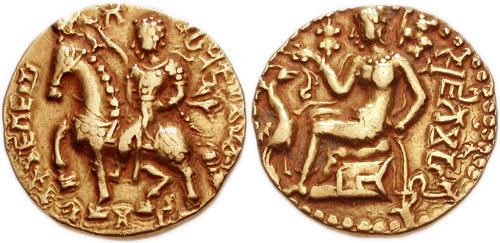
Dinar de r.

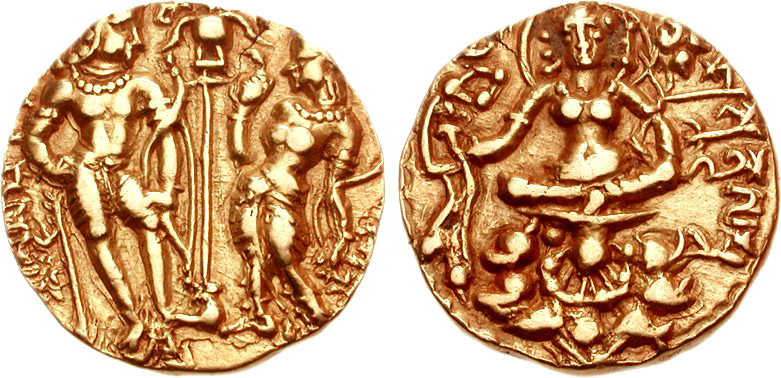
Dinar de Escandagupta r.

O supracitado documento Ф. 209, datado entre 412 e 420, menciona que um rei (intitulado tianzi/wang em chinês e devaputra em sânscrito) dispôs batalhões de tropas em Nagaraara para proteger as relíquias budistas ali abrigadas. Xiang Wan, considerando sua datação, propôs que o rei aqui mencionada já não seria Quidara, que à época esteve ocupado guarnecendo a fronteira comum com os sassânidas, mas sim seu filho, mencionado nos Anais como guardião dos territórios indianos em Puruxapura. Aparentemente, os quidaritas continuaram avançando pelo interior da Índia nas décadas subsequentes, havendo inscrições mencionando expedições militares tão tardias quanto meados do século V; segundo elas, no reinado do imperador Cumaragupta I (r. 413–455) vastas porções do Panjabe central e ocidental estavam sob controle dos nômades e pelo fim de seu reinado enviou seu filho e herdeiro Escandagupta (r. 455–467) para repeli-los. Sob Escandagupta novos conflitos teriam ocorrido, com uma invasão sendo repelida no rio Sutle ou mesmo mais a leste.
A análise revisionista de Xiang Wan, contudo, pôs em dúvida os supostos conflitos envolvendo os quidaritas. A julgar a constante menção às viagens peregrinarias realizadas por monges budistas chineses pelo período no noroeste da Índia, para ele fica difícil pressupor algum tipo de cenário beligerante entre guptas e quidaritas. A fronteira pacífica entre esses Estados teria permitido a peregrinação rápida e segura entre Gandara-Nagaraara-Udiana e Madiadesa, o florescimento do budismo no país e desenvolvimento e crescimento demográfico de alguns centros locais como Pitu e Matura. Além disso, nota-se o início da substituição do alfabeto caroste, até então prevalente no noroeste indiano, pelo alfabeto brami, comum no Império Gupta. Por fim, para Wan, as inscrições que informam sobre a invasão huna, datáveis de depois da década de 450, não possuem conexões com os quidaritas.

### Reino Alconida e Império Sassânida

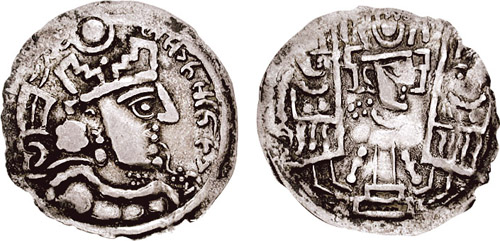
Dracma de r.

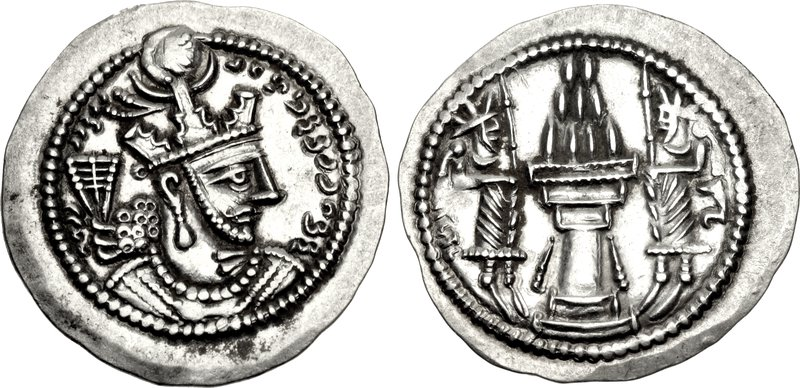
Dracma de r.

Estudos numismáticos em consonância com as fontes budistas têm demonstrado que Gandara e regiões adjacentes passaram por momentos de turbulência nas primeiras décadas do século V. Joe Cribb notou que houve uma clara substituição de moedas com nomes de Quidara por outras sobre as quais grafou-se Alaca (Alakha), possivelmente o nome dum rei, e ele associou tais numismas ao grupo nômade dos alconidas (alchon), quiçá nomeados em sua homenagem. Embora não seja possível datar com precisão, Cribb propôs algum momento ca. 420, uma visão apoiada por Xiang Wan. Segundo eles, desde ca. 390 outros grupos hunos estiveram pressionando a fronteira dos quidaritas no Tocaristão, com algumas moedas alconidas aparecendo na área de Capissa-Cabul, indicando que os primeiros haviam sido expulsos dessa zona. Ca. 420, por sua vez, os alconidas tomaram toda a região de Gandara, exceto Nagaraara, e os quidaritas viram-se obrigados a se retirarem para o Tocaristão.
O Reino Quidarita também esteve envolvidos em vários conflitos com o Império Sassânida na mesma época. Os autores islâmicos árabo-persas Ferdusi, Tabari, Abu Hanifa de Dinavar e Almaçudi relataram que durante o reinado do xá Vararanes V (r. 420–438) houve uma feroz guerra com os turcos, aqui presumivelmente associáveis aos quidaritas. Conforme alegado por eles, o grão-cã turco, oriundo da China (Chin) segundo Ferdusi, invadiu a Pérsia e foi repelido por Vararanes V na Caxemira, nas proximidades de Marve, e então perseguido pelo xá até o Amu Dária, onde estabelecer-se-ia uma fronteira entre o Irã e o Turquestão próximo de Utrar. Com o fim do conflito, Vararanes enviou um general para além do Amu Dária para subjugar seus habitantes e então nomeou seu irmão Narses como marzobã dos cuchanas (Marzbān-i-Kushān) com sede em Bactro. Apesar do sucesso, os quidaritas recapturaram Bactro, ao que tudo indica no rescaldo do episódio alconida em Gandara, como defendido por Yu Taishan. Outrossim, o relato de Prisco de Pânio que os reis sassânidas pagaram tributo aos quidaritas indica que Vararanes não conseguiu subjugar todos os grupos desta tribo.
Em 438, Vararanes faleceu e seu filho Isdigerdes II (r. 438–457) assumiu o trono. Pela leitura do fragmento da obra de Prisco de Pânio datada de 456, sabe-se que durante seu reinado a guerra eclodia em decorrência de sua recusa em continuar a pagar tributo estabelecido por seus antecessores aos reis orientais. De acordo com o cronista armênio Eliseu, entre 442-449 o xá residiu na terra dos cuchanas e em 449 reuniu grande quantidade de tropas e enviou-as para Talacã, identificada por Yuri Bregel com a cidade a leste de Bactro e por L. H. Ter-Mkrtičjan com a região do Coração, a oeste de Bactro; uma terceira associação seria com Soguediana. Ciente disso, o rei quidarita fugiu com todas as suas tropas para um deserto impenetrável, permitindo às tropas sassânidas saquear o território inimigo, mas sem, entretanto, conseguir dominá-lo. Segundo a crônica siríaca do martírio de Carca de Bete-Seloque do século VI, pelo mesmo período Isdigerdes derrotou um governante local da tribo Chol próximo da cidade homônimo que localizava-se na margem sudeste do mar Cáspio (perto da moderna Turcomembachi, no Turcomenistão), e construiu um forte ali.
Em 453/454 ou 456, segundo Lázaro de Farpe e Eliseu, Isdigerdes invadiu a terra dos cuchanas de Nixapur, mas foi derrotado devido a revolta do príncipe Bel de Xailandur. O historiador L. Gumilev identificou esses cuchanas com os quidaritas, posição também defendida por Xiang Wan que explicou o evento no contexto duma gradual ocupação pelos hunos de territórios cuchanas anteriormente seguros, ao mesmo tempo que o rei quidarita conseguiu unir e defender o Tocaristão com possível auxílio huno. Ademais, Wan propõe que os quidaritas deveriam estar num processo de assimilação, e no meio tempo foram sendo assimilados, por um grupo particular de hunos, enquanto eram ameaçados por outro, possivelmente os heftalitas. Hyun Jin Kim, defendendo a teoria da expansão quidarita às custas do Império Gupta, vê nesses inúmeros conflitos e nos que viriam nos anos seguintes o estopim da expansão na Índia, ao mesmo tempo que afirma que foi através do auxílio prestado pelos heftalitas, à época também em expansão, que os sassânidas foram vitoriosos.
Entre 441 e 457, Soguediana deixou de enviar embaixadas à China, e segundo uma breve menção contida nos Anais da dinastia Wei para o ano 457, Samarcanda foi conquistada por um governante Xiongnu, o terceiro duma nova dinastia, que após estabelecer seu controle enviou uma embaixada aos chineses para negociar a soltura de comerciantes sogdianos que haviam sido aprisionados em 439. Tais elementos, em correlação à presença de moedas quidaritas na referida cidade como mencionado anteriormente, são considerados por Franz Grenet como evidências da expansão desse povo para esta região, uma teoria aparentemente corroborada por dois selos descobertos em Swat; Xiang Wan concorda, mas sugere uma expansão anterior, nas décadas de 420 e 430 ou mesmo antes. O governo quidarita na região coincidiu com uma integração militar e política sem precedente, expansão demográfica, a emergência de elites urbanas, a eliminação dos caravaneiros, a construção de novas fortificações em Samarcanda e Paiquente e de novas cidades como Panjaquente e Cuchania e o florescimento duma escola de pintura em Panjaquente que aparentemente era ramo duma outra atestada em Dilberjim, próximo de Bactro.

### Declínio

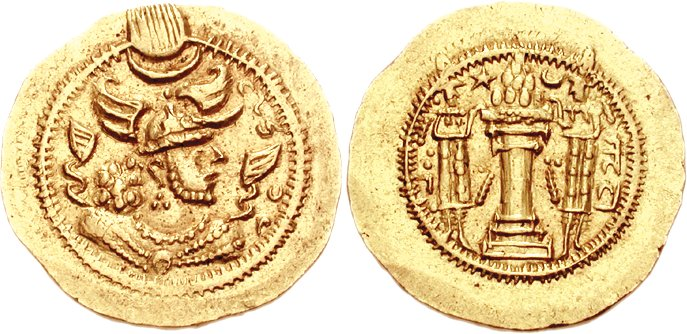
Dinar de r.

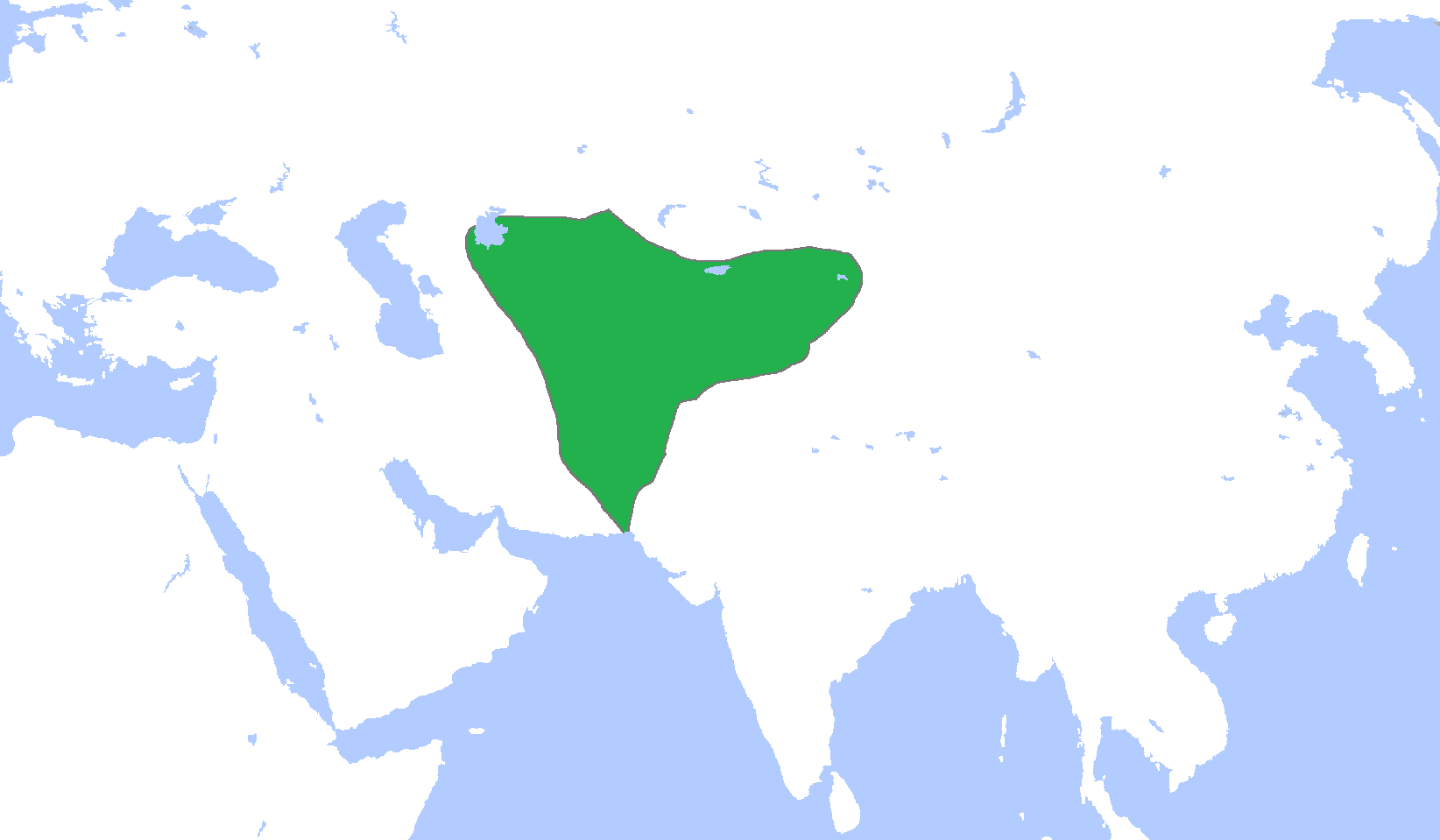
Império Heftalita ca. 500

Com a morte de Isdigerdes II, o Império Sassânida foi abalado por uma guerra civil entre seus sucessores Hormisda III (r. 457–459) e Perozes I (r. 459–484). No rescaldo da guerra civil, Perozes I, que à época era governador das "regiões cuchanas", foi coroado xá da Pérsia e cedeu Talacã aos heftalitas em agradecimento do auxílio militar prestado contra Hormisda III. Nos anos subsequentes, houve aparentes operações combinadas de sassânidas e heftalitas contra os quidaritas no Tocaristão, levando o historiador E. V. Zeimal a sugerir que, dada a pressão conjunta, os últimos chegaram perto de perderem todos os seus territórios no Tocaristão. Além disso, segundo o cronista siríaco Josué, o Estilita, Perozes periodicamente recebeu subsídios dos gregos (bizantinos) para suas guerras contra os hunos.
Na década de 460, provavelmente por volta de 464, uma nova guerra irrompeu entre o Império Sassânida e o Reino Quidarita. Nesse época, o último era governado, segundo Prisco de Pânio, por Cunchas, filho dum rei de nome desconhecido. Perozes preparou-se para o combate, mas estava financeiramente debilitado, levando-o a enviar emissário ao Império Bizantino solicitando ajuda financeira. Os bizantinos responderam enviando o emissário Constantino em direção a Edessa, próximo à fronteira dos dois países, e na discussão subsequente na corte iraniana as solicitações persas foram recusadas. Perozes tentou acordar a paz, mas devido a sua tentativa de enganar Cunchas, a guerra prosseguiu.
A guerra acabou em 467/468, com a conquista sassânida da capital quidarita de Balaam. Com esse revés, os quidaritas perderam seu controle do Tocaristão e retiraram-se para Gandara, onde foram então absorvidos pelo Império Heftalita. É incerto quando a conquista ocorreu, embora presume-se alguma data entre 477, ano da última embaixada quidarita enviada à corte chinesa, e 520, quando o peregrino Song Yun mencionou que toda Gandara estava sob controle heftalita. O ramo sogdiano dos quidaritas, por outro lado, manteve-se independente até 509, quando a região foi também incorporada pelo Império Heftalita.

## Características

### Organização
Notou-se com base nas análises do registro arqueológico que inúmeras cidades e sítios fortificados da Ásia Central foram abandonados ou destruídos durante o último cartel do século IV e começo do século V. Tal cenário foi percebido em certas regiões da margem direita do Amu Dária (norte do Tocaristão) como o vale de Gissar, em Kobadian (vale de Bisquente e oásis do Xá) e no vale de Surcã Dária e seus tributários; dentre as cidades destruídas e/ou abandonadas estão Xari Nau (40 quilômetros de Duchambé), Cai Cobade Xá e Dalverzim Tepe. Na estepe de Carchi, contudo, a situação é muito diferente, com a evidência arqueológica revelando uma considerável alteração da composição populacional, sobretudo com a incorporação de elementos cerâmicos modelados típicos do curso médio do Sir Dária.
Apesar de haver relatos escritos acerca da expansão quidarita no Tocaristão, Gandara e demais regiões, as informações são genéricas, carecendo maior detalhamento. Desse modo, boa parte da informação acerca da organização do Reino Quidarita é fragmentada. Muito além da simples reivindicação de sucessores do Império Cuchana, presume-se com certa margem de segurança que a estrutura administrativa e de governo criada pelos cuchanas foi deixada consideravelmente intacta no Reino Quidarita. Outrossim, na Índia, os quidaritas e mais tarde os heftalitas introduziram o governo de múltiplos rajás e rajaputes que retiveram territórios semelhantes a feudos, mas permaneceram sob vassalagem comum a seu rei supremo ou imperador húnico.

### Sistema monetário e comércio

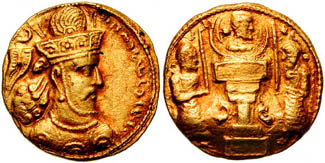
Dinar de ouro de r.

O sistema monetário quidarita utilizou como matérias primas o ouro, a prata e o cobre e esta cunhagem caracterizou-se pela adaptação de emissões locais de cada área conquistada. Em Soguediana, pequenos dracmas reduzidos para 0.4–0.3 gramas de meados do século IV seguiram o padrão das moedas soguedianas anteriores, com a cabeça do governante virada para a direita no obverso ao lado da inscrição kydr (Quidara) e um arqueiro de pé no reverso. No Tocaristão, dinares de ouro com o nome de Quidara foram emitidos seguindo a iconografia e técnica da cunhagem cuchano-sassânida (no observo o rei vira-se para esquerda de pé diante dum altar, enquanto no reverso Xiva aparece com o touro Nandi), que por sua vez baseiam-se em moedas cuchanas emitidas durante o reinado de Vasudeva I (r. 192–225). Estas moedas também portam uma inscrição em bactriano (Bago Kidara Vazurka KošanoŠao), com o título "o grande rei dos cuchanas". Eles foram emitidos do começo do século V até meados do mesmo século.
Em Gandara e regiões vizinhas, a cunhagem de dracmas e moedas de cobre seguiu o padrão sassânida. Nesses exemplares, produzidos desde as últimas décadas do século IV até o começo do século V com base em moedas de Sapor II (r. 309–379) e Sapor III (r. 383–388), o busto do governante virou-se para direita ou para frente no obverso, enquanto no reverso há um altar de fogo entre duas figuras em pé. Há, contudo, exemplares de moedas de ouro emitidas do começo do século V até meados do mesmo século nos territórios indianos nas quais seguiu-se o modelos dos dinares cuchanas tardios com o nome de Canisca II (r. 215–235) ou Canisca III (r. 267–270) Estas moedas portam o nome de Quidara escrito em escrita brami junto do nome de seus reis dependentes ou sucessores no observo. Um último tipo de moeda, composto exclusivamente de exemplares anepigráficos em cobre, foi cunhado espelhando-se em exemplares dos reis cuchanas Huvisca (r. 126–164), Vasudeva I e Canisca II ou III e, diferente das demais moedas que tinham caráter regionalista, foram encontradas em amplas porções do território quidarita, porém em pequenas quantidades.
Com base na evidência fornecida mediante estudo numismático, vários autores concluíram que os quidaritas deliberadamente adaptaram padrões de cunhagem existentes nos territórios conquistados por estarem despreocupados do significado político das moedas e, por conseguinte, para abastecer os mercados com as costumeiras moedas. Estas teorias tentam explicar o motivo para os quidaritas terem incorporados modelos iconográficos alienígenas, bem como o fato delas, em sua maioria, não apresentarem nomes dos monarcas, com notória exceção às moedas indianas sobre as quais aparecem os nomes daqueles que E. V. Zeimal chama de "sátrapas". Para Hyun Jin Kim, os quidaritas criaram as condições para o comércio internacional ao não perturbarem o sistema econômico e monetário das regiões dominadas, uma afirmação confirmada pela abundância de artigos importados encontrados nos estratos arqueológicos do período quidarita.

### Sociedade
Atentando ao relato fornecido pelos Anais da dinastia Wei, sugere-se que o Reino Quidarita era composto por uma sociedade dividida em duas classes, a classe dos conquistadores, que permaneceu vinculada a seu passado nômade, e a classe dos dominados, que preservaram suas tradições sedentárias ancestrais. A organização e desenvolvimento baseou-se em clãs e na organização tribal comum a todas as nações nômades, o que refletiu na estrutura administrativa e na organização do exército. Apesar disso, postula-se que os conquistados, tal como ocorrido em outros casos, também viriam a incorporar realizações das culturas dos povos conquistados. Franz Grenet considerou que o tempo de dominação relativamente curto dos quidaritas presenciou uma recuperação e melhor integração da região bactriana-soguediana, com populações e habilidades do sul sendo transferidos para o norte.
Embora seja impreciso afirmar somente mediante a iconografia presente na numismática quidarita, sugere-se que, de algum modo, houve uma incorporação das línguas (sogdiano, bactriano, persa médio, brami) e dos padrões artísticos (sogdiano, sassânida e pós-cuchano indiano) locais. Eles viam-se como restauradores da ordem e sucessores dos cuchanas e tal ideologia fica expressa pela preservação de motivos artísticos típicos das traições cuchano-sassânidas em consonância com padrões iconográficos e estilísticos específicos próprios, como evidenciado em pinturas murais do Tocaristão e em selos; em alguns seles com inscrições em bactriano inclusive nota-se títulos herdados da administração sassânida como o do azarapates (hazaruxt).
O mesmo pode-se dizer sobre a religião. Crê-se que no Reino Quidarita não havia sido desenvolvimento um sistema religioso rígido e por isso mesmo ele foi receptivo às várias ideologias religiosas encontradas nos territórios subjugados: zoroastrismo no Tocaristão; várias correntes do budismo e hinduísmo, bem como a doutrina oficial sassânida, em Gandara. Apesar disso, os governantes quidaritas teriam professado o budismo e inclusive o rei Quidara construiu, segundo o relato supracitado de Faxian, uma estupa e um viara (mosteiro) em Puruxapura para proteger a tigela de Buda. Essa informação, contudo, contrasta com o registro arqueológico de alguns sítios budistas, como a antiga Termez, por exemplo, destruída na década de 360 ou 370 pelos sassânidas e deixada em ruínas pelos quidaritas que somente a utilizaram como área de sepultamento.